# يلي بلاغ
يلي بلاغ هي قرية في مقاطعة مياندوآب، إيران. يقدر عدد سكانها بـ 30 نسمة بحسب إحصاء 2016.